# Liste der Monuments historiques in Périgny (Val-de-Marne)
Die Liste der Monuments historiques in Périgny (Val-de-Marne) führt die Monuments historiques in der französischen Gemeinde Périgny auf.

## Liste der Bauwerke
| Bezeichnung   | Beschreibung | Standort                             | Kennzeichnung | Schutzstatus | Datum | Bild           |
| ------------- | ------------ | ------------------------------------ | ------------- | ------------ | ----- | -------------- |
| Schloss       |              | 2, place du Général-de-Gaulle (Lage) | PA94000007    | Inscrit      | 1998  | weitere Bilder |
| Villa Falbala |              | Chemin du Moulin (Lage)              | PA00079924    | Classé       | 1998  |                |
| Taubenturm    |              | 12, rue de Saint-Leu (Lage)          | PA94000009    | Inscrit      | 1998  |                |

## Liste der Objekte
- Monuments historiques (Objekte) in Périgny (Val-de-Marne) in der Base Palissy des französischen Kultusministeriums